# 反沙芋

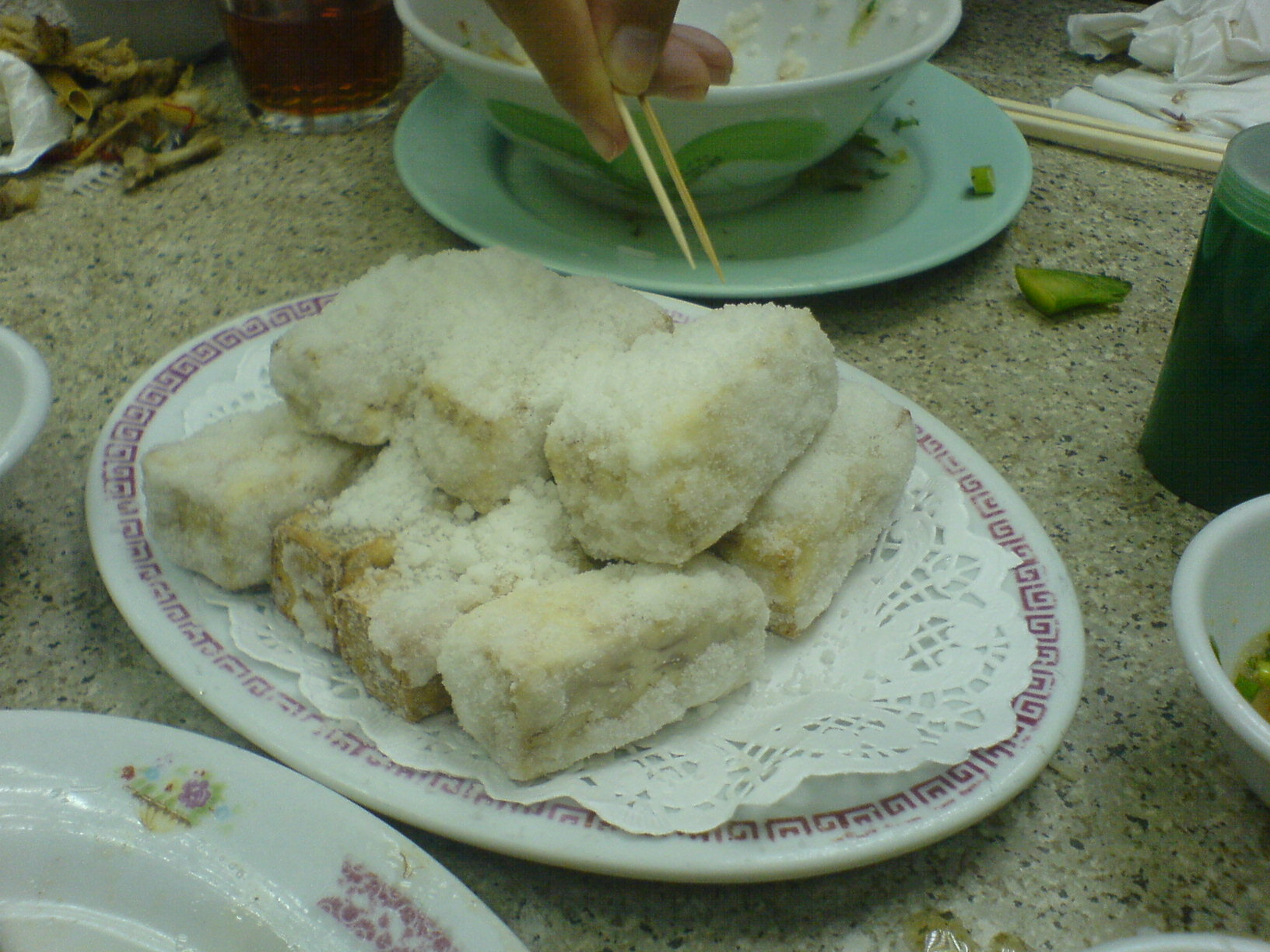
反沙芋

反沙芋是中國潮州的一道很講究烹調功夫的甜點，把切成手指般大小的芋頭，加入沙糖炒勻至芋頭塊乾身及香脆。難度是先把沙糖下鑊慢火炒溶成液狀，下芋頭條繼續炒，使芋頭條在炒熟的同時要全條被糖液全包裹並慢慢轉乾回沙糖狀全包裹着芋頭條，由沙狀轉液狀再轉回沙狀此過程稱為「反沙」，習慣上進食反沙芋時配合喝鐵觀音，有消除滯脹感的作用。